# 1549
1549 (MDXLIX) je bilo navadno leto, ki se je po julijanskem koledarju začelo na torek.

## Dogodki
- 4. november - Karel V. Habsburški razglasi pragmatično sankcijo, s katero prizna sedemnajst nizozemskih provinc kot nedeljivo celoto.
- prvi jezuitski misionarji prispejo v Južno Ameriko.
- v Antwerpnu izidejo Moskovski zapiski Žige Herbersteina

## Rojstva
Neznan datum
- Ahmed al-Mansur, maroški sultan in kalif  († 1603)

## Smrti
Neznan datum
- Safa Geraj, kan Kazanskega kanata (* 1510)